# ХК Зорка Суботица
Хокејашки клуб Зорка је клуб хокеја на трави из Суботице.

## Историја
Клуб је основан 1963. у оквиру фабрике Зорка из Суботице. У то време у Суботици оснивају се многи клубови хокеја на трави у оквиру фабрика. Клуб свој врхунац достиже осамдесетих и деведесетих година. 1982. године ХК Зорка први пут улази у Прву лигу Југославије, а прва титула освојена је 1987. године. На европској сцени највећи успех клуба је учешће у Еврохокеј Трофеј купу (1989, 1991 и 1992). Са пропадањем фабрике и клуб је почео да стагнира, угашен је 2002. године.

## Успеси
- Национално првенство (14):
  - Првенство СФР Југославије
    - Првак (4): 1987, 1988, 1990, 1991.
    - Други (1): 1986.

  - Првенство СР Југославије
    - Првак (10): 1992, 1993, 1994, 1995, 1996, 1997, 1998, 1999, 2000, 2001.
    - Други (1): 2002.
- Национални куп (14):
  - Куп СФР Југославије
    - Освајач (4): 1986, 1987, 1990, 1991.
    - Финалиста (2): 1988, 1989.

  - Куп СР Југославије
    - Освајач (10): 1992, 1993, 1994, 1995, 1996, 1997, 1998, 1999, 2000, 2001.